# Петър Димитриевски
Петър Коста Димитриевски (на македонска литературна норма: Петар Димитриевски) е югославски партизанин, политически офицер, генерал-лейтенант от СФРЮ.

## Биография
Роден е на 30 април 1926 г. в битолското село Градешница. Основното и средното си образование завършва в Битоля. Участва в Комунистическата съпротива във Вардарска Македония като политически комисар на чета и батальон от 1944 до 1945 г. в партизанска единица в Битолско. На същата позиция е след Втората световна война от 1945 до 1949 г. През 1951 г. завършва офицерска пехотна школа в Сараево. Между 1950 и 1955 г. е командир на рота в Кичево. През 1955 г. завършва школа за пехотни командири отново в Сараево. От 1955 до 1961 г. е командир на батальон в Скопие. В периода 1961 – 1966 г. е началник-щаб на полк в Скопие и в Струмица (1964 – 1966). През 1963 г. завършва Висша военна академия в Белград. От 1966 до 1973 г. е началник на разузнавателната служба на трета югославска армия. През 1970 г. завършва Школа за народна отбрана. От 1973 до 1977 г. е началник на военен окръг – Скопие. След това до 1981 г. е началник на школа за разузнаване и сигурност на Югославската народна армия. От 1981 до 1984 г. е помощник-командир на армия за леки единици. Между 1984 и 1986 г. е помощник-командир на трета югославска армия по тила. Излиза в запаса през 1986 г. Става председател на организацията на запасните военни офицери на Македония. Умира през 2005 г. в Скопие..

## Военни звания
- Майор (1959)
- Подполковник (1962)
- Полковник (1968)
- Генерал-майор (1984)
- Генерал-лейтенант (1984)

## Награди
- Орден за храброст
- Орден за военни заслуги със сребърни мечове;
- Орден на Народната армия със сребърна звезда;
- Орден за военни заслуги със златни мечове;
- Орден на Народната армия със златна звезда;
- Орден за военни заслуги с голяма звезда.
- Орден на Народната армия с лавров венец;
- Орден за заслуги пред народа със сребърна звезда;
- Орден на братството и единството със сребърен венец;